# Cd
 For alternative betydninger, se Cd (flertydig). (Se også artikler, som begynder med Cd)
En cd (kan også skrives med stort som CD) er en forkortelse af Compact Disc, og er et optisk medie til digital lagring af musik, billeder, video og anden data.

## Historie
Den blev først kendt som en lyd-cd, hvor den i løbet af få år erstattede grammofonpladen. Der kræves en cd-afspiller eller anden digitalafspiller som for eksempel en DVD-afspiller for at lytte til musikken, alternativt kan en ikke-kopibeskyttet cd afspilles på en pc med cd-drev.
En standard cd er 12 cm i diameter og kan have en varighed på op til 80 minutter for en 700MB disk. For at høre lyd fra en lyd-cd behøver man en cd-afspiller – som enten kan være en selvstændig enhed eller tilbehør til en pc.
En video-cd (VCD) kan indeholde både lyd og billede i MPEG-1 formatet med en spilletid på 80 minutter. I en lidt forbedret udgave i MPEG-2-formatet kaldes den for superVCD eller SVCD.
Endelig kan den bruges til opbevaring af data, f.eks. tekster, programkode, billeder mv., og en sådan data-cd kan typisk rumme fra 650-700MB, der findes dog specialudgaver på helt op til 900MB eller 100 minutter hvis der indspilles en lyd-cd, dog understøttes denne størrelse ikke af ældre afspillere. Blandt de seneste udviklinger er XVID-, divX- eller MPEG-4-formatet, som er har en lige så god kvalitet som MPEG-2, men det er så effektivt, at en normal cd kan rumme fx 60 min. videoklip. Afløseren for cd'en er dvd'en og den såkaldte superaudio cd (SACD).
Alle cd-typer kunne produceres ved hjælp af en cd-brænder, som efterhånden blev standardudstyr på en pc. Det har givet anledning til problemer om ophavsretten. Der blev indført et blankmedievederlag, som tillader kopiering på, blandt andet, tomme cd'er inden for en privat bolig, og kompenserer ophavsretsejere. Vederlaget for blanke medier udgør pr. 1. oktober 2016 2,37 kr. Den danske bekendtgørelse af lov om ophavsret (LBK nr 1144 af 23/10/2014) udtaler det følgende:

§ 40. Vederlaget udgør for 2006 pr. minut spilletid for analoge lydbånd 0,0603 kr. og for analoge videobånd 0,0839 kr.
Stk. 2. Vederlaget udgør for 2006 for digitale lydmedier 1,88 kr. pr. stk., for digitale billedmedier 3 kr. pr. stk. og for digitale hukommelseskort 4,28 kr. pr. stk.

Stk. 3. De i stk. 1 og 2 nævnte vederlag reguleres fra 2007 årligt med satsreguleringsprocenten, jf. lov om en satsreguleringsprocent.
Cd'en blev første gang omtalt i et dokument fra 1979. Sony og Philips arbejdede her sammen om skabelsen af dette nye produkt, og projektet havde arbejdstitlen "Red Book" og tog navn efter cover'et til den første cd.
Cd-skiven kom på markedet i 1982, og selve premieren var  1. oktober 1982, hvor Billy Joels album 52nd Street kom på markedet i Japan sammen med Sony's cd-afspiller ved navn CDP-101. 2. marts 1983 blev cd'er udgivet for første gang i resten af det vestlige marked (af Columbia Records), sammen med cd-afspillere.

## Cd'en i dag
Cd'en er stadig (2023) et benyttet playbackmedie til kommercielle audioindspilninger, men har dog tabt markedsandel til det moderne streaming-marked for musiklytning.